# Обрадович, Сергей Александрович
Серге́й Алекса́ндрович Обрадо́вич (1892—1956) — русский советский поэт, переводчик и редактор.

## Биография
Родился в семье ремесленника (обрусевшего серба). С 1907 работал в типографии, с 1912 публиковал стихи. В 1914—1918 солдат на фронте, в 1917 избран председателем полкового комитета. С 1918 опять работал в типографии, стал членом Пролеткульта. В 1920 принял участие в организации группы «Кузница». В 1922—1927 заведующий литературным отделом «Правды», одновременно секретарь правления ВАПП.
С середины 1930-х отошёл от самостоятельного творчества, занимается переводами, редактированием. В 1941 вступил в партию.
Наряду с переводами произведений поэтов Грузии, Эстонии, Белоруссии, Азербайджана, Латвии, Украины и других народов, Обрадович немало сил отдал популяризации среди русских писателей творчества писателей из Киргизии. Им были переведены на русский язык немало стихотворений Аалы Токомбаева, Кубанычбека Маликова, Алыкула Осмонова, Джоомарта Боконбаева, Калыка Акиева, Темиркула Уметалиева, Ясыра Шивазы и др.
Умер в 1956 году. Похоронен на Ваганьковском кладбище.

## Критика
Вольфганг Казак написал о Сергее Александровиче следующее: «Будучи типичным пролетарским поэтом, Обрадович воспевал Октябрьскую революцию и освобождение пролетариев всех стран».

## Сочинения
- Стихи о городе, Творчество. Журнал литературы, искусства, науки и жизни. № 11-12, 1920 г., стр 7
- Взмах, П., изд Пролеткульта, 1921
- Сдвиг, М., изд ВАПП, 1921
- Стихи о голоде, М., 1921
- Капель, М., «Кузница», 1922
- Огненная гавань: Стихи / Худ. М. Соломонов. Пг.: Гиз, 1922. — 48 с. — 5000 экз.
- Окраина. М.: Кузница, 1922. — 16 с. — 2500 экз.
- Октябрь: Стихи. М.: Гиз, 1922. — 32 с. — 3000 экз.
- Город: Стихи и поэмы. / Худ. А. Зугрин. — М.: Кузница, 1923. — 156 с. — 3000 экз.
  - Город: Стихи и поэмы. — Изд. 2-е, испр. и доп. — М.: Федерация, 1929. — 144 с. — 2000 экз.
- Винтовка и любовь. Стихи 1921-23, 1924
- Митинг, М., КН, 1924
- Избр. стихи, М., «Огонек», 1926
- Явь, М. изд. ВЦСПС, 1926
- Город. М., «Федерация», 1929
- Поход: [Стихи]. — Облож. худож. Петра Алякринского. — М.-Л., ЗиФ, 1928. — 136 с.; 2500 экз.
  - Поход: [Стихи]. —  Изд. 2-е испр. и доп. — М.-Л., ЗиФ, 1930. — 135 с.; портр.; 3000 экз.
- О молодости. М., 1931
- Рабочий фронт. М., 1933
- Новоселье. М., 1934
- Избранные стихи. М., 1935
- Стихотворения, 1936
- Дороги. М., 1947
- Избранное. М., 1954